# 214 Aschera
214 Aschera је астероид главног астероидног појаса. Приближан пречник астероида је 23,16 km,
а средња удаљеност астероида од Сунца износи 2,610 астрономских јединица (АЈ).
Инклинација (нагиб) орбите у односу на раван еклиптике је 3,435 степени, а орбитални период износи 1540,852 дана (4,218 године). Ексцентрицитет орбите астероида износи 0,030.
Апсолутна магнитуда астероида износи 9,50 а геометријски албедо 0,522.
Астероид је откривен 29. фебруара 1880. године.